# Букетов, Игорь
Игорь Букетов (англ. Igor Buketoff; 29 мая 1915, Хартфорд — 7 сентября 2001, Нью-Йорк) — американский дирижёр, сын русского священника, аранжировщик, педагог.

## Биография
Родился в семье русского православного священника, благодаря которому познакомился с выдающимся дирижёром Леопольдом Стоковским. Также на судьбу Букетова повлияла встреча в 1927 году с Сергеем Рахманиновым: в своей профессиональной карьере он часто выступал пропагандистом творчества Рахманинова и русской музыки вообще, осуществив, в частности, в 1984 году премьеру неоконченной оперы Рахманинова «Мона Ванна» (в собственной оркестровке). Другая известная работа Букетова, связанная с кардинальной редактурой исходного музыкального материала, — его обработка увертюры Чайковского «1812 год» с добавлением хоровых партий. Осуществлённая Букетовым редакция оперы Модеста Мусоргского «Борис Годунов» была поставлена в 1997 году в Метрополитен Опера под управлением Валерия Гергиева.
После обучения в Канзасском университете, Джульярдской школе и Лос-Анджелесской консерватории Букетов в 1935—1945 годах преподавал в Джульярдской школе, работал с различными американскими оркестрами — в том числе в 1948—1953 гг. был дирижёром концертов для молодёжи Нью-Йоркского филармонического оркестра. Руководил хоровым отделением в колледже Аделфи и Колумбийском университете с 1941 по 1947 год. В 1945 году назначен музыкальным директором оперного отделения Шатокуа, в 1947 году предпринял американское и европейское турне. По возвращении в 1948 году возглавил Форт-Уэйнский филармонический оркестр (до 1966 года) и оркестровое отделение в университете Батлера, Индианаполис. В 1959 году создал Всемирный музыкальный банк, который сегодня называется Международная биржа современной музыки.
С середины 1960-х гг. карьера Букетова приобрела международный характер — в 1964—1966 годах он, в частности, работал с Исландским симфоническим оркестром.
В 1967 году Букетов был удостоен Премии Дитсона за вклад дирижёра в музыкальную жизнь США.
В 2014 году Барбара, дочь Букетова и Тамара Сквир, его племянница передали редкую партитуру, Страстную седмицу, авторства Максимилиана Штейнберга американским дирижёрам, которые интересовались русской духовной музыкой и в 2014 году издательства «Musica Russica» в Сан-Диего переиздало партитуру, ранее считавшуюся утерянной. В 2014 году состоялась мировая премьера Страстной седмицы, а затем нью-йоркская, в исполнении хора Clarion под управлением Стивена Фокса. Благодаря Букетову, которому, возможно, передал партитуру Штейнберга ученик последнего, Дмитрий Шостакович, это произведение, написанное в 1923 году и 90 лет находившееся в безвестности, стало достоянием культуры.
Супруга — Маргарет, дочь Барбара Маук.